# فئودور شچیرباتسکوی
فئودور شچیرباتسکوی (انگلیسی: Fyodor Shcherbatskoy; ۱۹ سپتامبر ۱۸۶۶ – ۱۸ مارس ۱۹۴۲) فیلسوف، هندشناس اهل امپراتوری روسیه بود.